# Holubivka, Novomoskovsk
Holubivka (în ucraineană Голубівка) este localitatea de reședință a comunei Holubivka din raionul Novomoskovsk, regiunea Dnipropetrovsk, Ucraina.

## Demografie
Componența lingvistică a localității Holubivka
     Ucraineană (87,23%)
     Rusă (11,81%)
     Alte limbi (0,5%)
Conform recensământului din 2001, majoritatea populației localității Holubivka era vorbitoare de ucraineană (87,23%), existând în minoritate și vorbitori de rusă (11,81%).